# Вуйковичи
Вуйковичи (укр. Вуйковичі) — село в Мостисской городской общине Яворовского района Львовской области Украины.
Население по переписи 2001 года составляло 146 человек. Занимает площадь 0,848 км². Почтовый индекс — 81330. Телефонный код — 3234.